# 사실성과 타당성
《사실성과 타당성》(독일어: Faktizität und Geltung )은 독일 정치철학자 위르겐 하버마스의 1992 년 숙의 민주주의에 관한 책이다. 민주주의와 법의 본질에 대한 일생의 정치적 사상을 나타낸다.
《사실성과 타당성》에서는 언어 철학 (1981년에 처음 출판된 저자의 커뮤니케이션 행동 이론을 바탕으로 함), 법학 이론, 헌법 이론에 대한 이해, 시민 사회와 민주주의에 대한 반성, 그리고 자유주의 전통을 버리지 않고 넘어선 새로운 정치 패러다임을 구축하기 위한 시도에 대한 독창적인 재구성을 시도한다. 책의 중심에는 법철학과 정치이론 사이의 관계에 대한 재고가 있다.
1990년에 처음으로 제기된 그의 "담론 윤리"로 비판을 받은 하버마스는 이 책에서 담론 윤리 가 다음을 설명하는 사회화 이론으로 보완되어야 한다고 주장하면서 그의 이론의 정치적, 법적, 제도적 함의를 이끌어내려고 시도한다.